# Jorge Pacheco Rojas
Jorge Esteban Pacheco Rojas (Lontué, Provincia de Curicó, Chile 1 de diciembre de 1994), es un futbolista chileno que juega de volante actualmente en O'Higgins de la Primera División de Chile. Debutó en el fútbol profesional en un partido contra Santiago Wanderers por la primera fecha de Copa Chile 2014-15.

## Clubes
| Equipo            | País  | Año       |
| ----------------- | ----- | --------- |
| O'Higgins         | Chile | 2014-2015 |
| Deportes Linares  | Chile | 2015-2016 |
| General Velásquez | Chile | 2017      |
| Rodelindo Román   | Chile | 2018      |
| Rancagua Sur      | Chile | 2019      |